# 东亚体育专科学校
东亚体育专科学校于1918年8月在中國上海成立，是民国时期的一所体育院校，于1951年并入华东师范大学。

## 历史沿革
东亚体专创办于1918年8月，聘请环球中国学会会长朱少屏担任校长。由于筹备时正值俄国十月革命成功，所以确定11月7日为校庆日。1922年江苏省教育厅曾通令嘉奖，称该校为“全省在成立十一所体育学校之冠”。
1951年7月，根据中华人民共和国教育部成立华东师范大学的决定，东亚体育专科学校的体育系和体育专修科并入以私立大夏大学和私立光华大学为基础合并而成的华东师范大学，成为华东师范大学体育系的建系基础。1952年夏，华东师范大学体育系、体育专修科与南京大学和金陵女子大学的体育系科合并成立华东体育学院（今上海体育学院）。
从学校创建到1951年并校的32年中，东亚体育专科学校为中国培养了许多体育人才，亦涌现出多位全运会的冠军。